# Until one
Until One is het debuutalbum van de Zweedse producentengroep Swedish House Mafia. Het album kwam uit op 22 oktober 2010.

## Singles
- "Leave the World Behind" was het eerste nummer dat uitgebracht werd van het album. Dit gebeurde in 2009. Het nummer is een samenwerkingsproject met Laidback Luke en Canadees zangeres Deborah Cox en debuteerde op de 39ste plaats in Zweden.

- "One" was de tweede single die uitgebracht werd. Dit gebeurde op 6 september 2010, debuterend op de zevende plaats. De single-versie bevat zang van Pharrell Williams.

- "Miami 2 Ibiza" was de derde single en is gemaakt in samenwerking met Tinie Tempah. Het nummer werd uitgebracht op 1 oktober 2010, en behaalde de vierde plaats in de Engelse hitlijsten.

## Nummers
1. "Miami 2 Ibiza" - Swedish House Mafia ft. Tinie Tempah
2. "Miami 2 Ibiza" (Instrumental)
3. "Reach Out" - Sander van Doorn & "You Got the Love" - Candi Staton
4. "Leave the World Behind" - Swedish House Mafia & Laidback Luke ft. Deborah Cox
5. "Nothing But Love" (Remode) - Axwell
6. "Valodja" - Steve Angello & AN21
7. "In the Air" (Axwell remix) - TV Rock ft. Rudy
8. "Kidsos" - Sebastian Ingrosso & "We Are Your Friends" - Simian
9. "Walk With Me" (Axwell & Daddy's Groove Remix)
10. "Tivoli" - Steve Angello & "Walking on a Dream" - Empire of the Sun
11. "Satisfaction" - Benny Benassi
12. "Show Me Love" - Steve Angello & Laidback Luke ft. Robin S
13. "KNAS" - Steve Angello
14. "Meich" - Sebastian Ingrosso & Dirty South & "Clocks" - Coldplay
15. "How Soon Is Now" (Main Mix) - David Guetta ft. Sebastian Ingrosso, Dirty South & Julie McKnight
16. "Swedish Beauty" - AN21 & Max Vangelli & "Diamond Life"
17. "Tell Me Why" - Supermode
18. "Teenage Crime" (Axwell & Henrik B Remode) - Adrian Lux
19. "Monday" - Steve Angello
20. "Silvia" (Sebastian Ingrosso & Dirty South Remix) - Miike Snow
21. "I Found U" (Remode) - Axwell
22. "One More Time" - Daft Punk
23. "One"
24. "One (Your Name)" (ft. Pharrell)

## Hitlijsten
| Lijst (2010)                    | Hoogste positie |
| ------------------------------- | --------------- |
| België (Vlaanderen)             | 6               |
| Belgian Albums Chart (Wallonië) | 22              |
| Denemarken                      | 31              |
| Nederland                       | 8               |
| Frankrijk                       | 66              |
| Zweden                          | 13              |
| Zwitserland                     | 18              |
| Verenigd Koninkrijk             | 2               |
| VS: Verenigde Staten            | 139             |
| VS: Top Electronic Albums       | 4               |
| VS: Top Heatseekers             | 2               |